# USS LST-139
O USS LST-139 foi um navio de guerra norte-americano da classe LST que operou durante a Segunda Guerra Mundial.